# Gustav Ernst von Strandmann

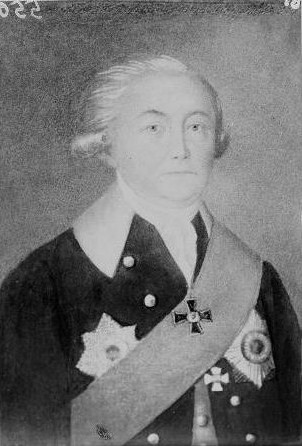
Gustav Ernst von Strandmann

Gustav Ernst von Strandmann (russisch Густав Густавович Штрандман; 21. Novemberjul. / 2. Dezember 1742greg. in Sermus; † 18. Januarjul. / 30. Januar 1803greg. auf Schloss Leal) war ein russischer General der Infanterie, Teilnehmer des Kaukasus-Krieg und Generalgouverneur von Sibirien.

## Leben

### Familie
Strandmann war Angehöriger einer deutsch-baltischen Familie die seit dem 17. Jahrhundert in Riga nachweislich ist, 1740 in den Reichsadelsstand gehoben wurde und 1750 das livländische bzw. 1827 das estländische Indigenat erhielt. Seine Eltern waren der russische Kapitän und Erbherr auf Kroppenhof, Zirsten und Teutschenbergen, Gustav von Strandmann (* 1704; † 1778) und Christine Eleonore von Hirschheydt (* 1716; † 1783).
Strandmann war zweimal vermählt und hatte sieben Kinder:
⚭I Reval 5. Juni 1774 Freiin Natalie Louise von Uexküll-Güldenband, (* 1753; † 1776)
- Christina Luisa Charlotta von Strandmann (* 1776; † 1836) ⚭ Otto Gustav von Brümmer (* 1764), russischer Oberst und Wirklicher Staatsrat

⚭II Sutlem 10. Oktober 1784 Freiin Katharina Charlotte von Stackelberg a.d.H. Riesenberg (* 1767; † 1842)
- Wilhelmine Charlotte von Strandmann (* 1785; † 1813) ⚭ Freiherr Peter Ludwig Konstantin von Ungern-Sternberg (* 1779; † 1836), Großgrundbesitzer
- Karl Gustav von Strandmann (* 1787; † 1855), russischer General der Kavallerie ⚭ Luzie Stoschinski
- Charlotte Anna von Strandmann (* 1790; † 1866) ⚭ Formhold Bernhard von Helffreich († 1871)
- Gustav Magnus von Strandmann (* 1794; † 1813), russischer Leutnant
- Karoline Olga von Strandmann (* 1796; † 1861) ⚭ Graf Karl Wilhelm von Toll (* 1777; † 1842), russischer General der Infanterie und Mitglied des russischen Staatsrates
- Nikolai Otto von Strandmann (* 1797; † 1818), russischer Gardefähnrich

### Laufbahn
Strandmann 1757 trat in den Dienst beim Landkadettenkorps in St. Petersburg. 1762 avancierte er zum Kapitän und gehörte dann von 1763 bis 1765 zum russischen Kontingent in Polen um die Königswahl Poniatowskis abzusichern. 1769 wurde er zum Seconde Major befördert und schon 1770 stand er im Rang eines Premier Major beim Infanterie-Regiment in Voronež, wo er für seinen persönlichen Einsatz in Bender den St. Georgs Orden 4. Klasse erhielt. Seine Beförderung zum Oberstleutnant erfolgte 1771. Sieben Jahre später wurde er in den Rang eines Obersts gehoben und fand als Kommandant des Infanterie-Regiments in Tomsk Verwendung. Seine Kriegstagebücher werden als militärhistorisch bedeutend angesehen. 1780 wurde er Kommandant des sibirischen Infanterie-Regiments, avancierte 1787 zum Generalmajor und Kommandanten der sibirischen Division und der Truppen an der chinesischen Grenzlinie. Von 1789 bis 1798 war Strandmann Kommandant des sibirischen Korps verbunden mit der Stelle des Generalgouverneurs für Sibirien. Er trug in dieser Funktion wesentlich zur Entwicklung, Erschließung und Expansion Sibiriens bei. Bereits 1793 wurde er zum Generalleutnant und schließlich ebenfalls 1798 zum General der Infanterie befördert. 1798 ließ Strandmann im Auftrag des Kaisers Paul I. die Befestigungsanlagen von Kusnezk unter Berücksichtigung der neusten Errungenschaften der europäischen Befestigungslehre erbauen. Noch heute ist dort ein Denkmal mit seiner Büste und einer Gedenktafel, welche an die Errichtung erinnert, vorhanden.
Er war Erbherr auf den väterlichen Gütern Zirsten und Teutschenbergen in Livland sowie auf Kiwidepäh, Hallick, Hackhof und Schloss Leal in Estland, wo er seinen Lebensabend beschloss.